# Едгарс Улещенко
Едгарс Улещенко (латис. Edgars Uļeščenko; народився 10 березня 1990 у м. Добеле, Латвія) — латвійський хокеїст, правий нападник.
Хокеєм почав займатися у 1995 році, перший тренер — Ігор Смирнов. Виступав за СК ЛСПА/Рига, «Калгарі Гітмен» (ЗХЛ), «Юність» (МХЛ), «Юність» (Мінськ), «Шинник» (Бобруйськ).
У складі молодіжної збірної Латвії учасник чемпіонатів світу 2008 (дивізіон I), 2009 і 2010.